# Айбатова
Айба́това — деревня в Кулуевском сельском поселении Аргаяшского района Челябинской области России.

## Географическое положение
По южной окраине деревни проходит дорога из села Кулуева в Большие Харлуши и далее в Челябинск. Расстояние по дороге до центра сельского поселения села Кулуева 4 км.
На север от деревни идёт грунтовая дорога в Березовку. К востоку от деревни начинается лес.
Главная улица деревни: Центральная.

## История
До 1917 года деревня, как и протекающая неподалёку река, именовалась Сардаклы в честь Абдулхакима Бен Курбангали Сардаклы (умер в 1872), главы местной ячейки братства Накшбандия.

## Население
| 2002 | 2010 |
| ---- | ---- |
| 299  | ↘254 |